# Season of Sakura
Season of Sakura (さくら の 季節 Sakura no Kisetsu?,  'Temporada de cerezos') es un videojuego bishōjo japonés para MS-DOS. Fue traducido al inglés en 1996 por JAST USA, y relanzado para los sistemas modernos de Windows en 2002 como parte de JAST USA Memorial Pack. En junio de 2012 el juego volvió a salir como parte de la compilación JAST USA Memorial Collection Special Edition. Es ampliamente considerado como uno de sus mejores primeros juegos disponibles en inglés, también hay un parche para español. En 2008 el juego fue reprogramado por una fansub brasileño usando el motor de novelas visuales Ren'Py. A pesar de su edad relativa y el hecho de que sus gráficos y la interfaz se han superado con creces por las versiones más recientes en Inglés. Esta popularidad se puede atribuir a los personajes fuertes del juego, sugestivo escenario, y la alta rejugabilidad: cada una de las muchachas tiene su propia personalidad e historia, y en algunos casos es difícil tomar las decisiones correctas para reunirse con una chica en particular.
También es notable por sus referencias a varias series de anime populares, incluyendo Neon Genesis Evangelion, Magic Knight Rayearth y Saint-Tail, cada uno de los personajes femeninos tiene un gran parecido en aspecto y (en la mayoría de los casos) la personalidad de una chica de estos anime.
Las edades de los personajes fueron modificados como parte del proceso de la traducción del japonés al inglés. El personaje principal masculino y la mayoría de las chicas tienen dieciséis años de edad y originalmente están en el primer año de la escuela secundaria, con solo los dos personajes del tercer año de dieciocho años de edad. Sin embargo, con el fin de evitar la controversia sobre las escenas sexuales de los personajes que eran más jóvenes que la edad permitida, JAST cambió las edades a dieciocho años para los primeros años y a veinte años para el tercero, alegando que la Escuela Preparatoria Kotobuki fue una institución especial para los estudiantes que habían terminado la escuela.

## Historia y juego
El jugador controla a Yamagami Shuji, un estudiante de preparatoria japonés, en el transcurso de un año de la escuela japonesa de abril a marzo. Shuji conoce a ocho chicas a lo largo del año, una de las cuales puede terminar como su novia - si el jugador toma las decisiones correctas. La ambientación y las escenas son románticas: el juego se salta la monotonía de la vida escolar y se centra en las vacaciones y el tiempo pasado con sus amigos, ya que poco a poco se enamora de una de las chicas.
El juego se juega leyendo el texto y seleccionando acciones para que las realice Shuji. El menú es de dos niveles (combinando un verbo y un objetivo de un menú), por lo que un típico conjunto de opciones para elegir podría consistir en MIRA -> (en la) SALA, MIRA -> (a) Reiko, PIENSA -> (en) Reiko, HABLAR -> (a) Makoto, HABLAR -> (a) Reiko.

## Personajes
- Shuji Yamagami: El personaje principal que el jugador controla. Aunque al parecer tiene éxito en casi todo lo que intenta, no tiene ni idea acerca de las chicas. También es completamente incapaz de nadar y tiene pánico al mar.

- Reiko Sawamura: Dos años mayor que el personaje principal. Una chica de corazón amable y una fuerte nadadora.  Se parece a Umi Ryuzaki (Marina) de Magic Knight Rayearth.

- Kiyomi Shinfuji: Una compañera de clase de Shuji. Dotada Académicamente y un poco tímida. Ella se parece a Fuu Hououji (Anahís) de Magic Knight Rayearth.

- Mio Suzuki: Una chica brillante y activa en el mismo año de Shuji y que ama el tenis. Se parece a Hikaru Shidou (Lucy) de Magic Knight Rayearth.

- Ruri Shiromizu: Una chica muy introvertida y callada que se transfiere a la clase de Shuji. Al principio ella se niega a sonreír e incluso hablar con nadie. Se parece a Rei Ayanami de Neon Genesis Evangelion.

- Aki Hinagiku: Una chica ruidosa y agresiva en la clase de Mio, que es rival de Mio en el tenis. Parece que Asuka Langley de Neon Genesis Evangelion.

- Seia Yoshida: Una chica gentil y amable en la clase de Shuji, quien es una fuerte Católica. Se parece que Seira Mimori desde Saint-Tail.

- Meimi Nakano: Una chica terca en la clase de Shuji. Poco le importa la escuela porque tiene planes de unirse a la compañía de su madre. Se parece a Meimi Haneoka de Saint-Tail.

- Shoko Nishino: Una chica de la clase de Reiko que le gusta el fútbol. Se parece a Shoko Inaba de otro juego de simulador de citas llamado Welcome to Pia Carrot.

- Kyoko Kobayashi: La profesora de la clase de Shuji. Tolerante e informal, a veces se encuentra con sus alumnos socialmente. Se parece a Misato Katsuragi de Neon Genesis Evangelion.

- Makoto Shimazaki: El mejor amigo de Shuji, un chico al que le encanta todo lo militar. Se parece a Kensuke Aida de Neon Genesis Evangelion.